# Демидово (муниципальное образование «Копачёвское»)
Демидово — деревня в Холмогорском районе Архангельской области.

## География
Находится в центральной части Архангельской области на расстоянии приблизительно 34 км на юг по прямой от административного центра района села Холмогоры на левобережье реки Северная Двина.

## История
В 1859 году здесь (тогда деревня Фофановская Холмогорского уезда Архангельской губернии) было учтено 6 дворов. До 2015 года входила в Копачёвское сельское поселение, с 2015 по 2022 в Матигорское сельское поселение до его упразднения.

## Население
Численность населения: 32 человека (1859 год), 4 (русские 100 %) в 2002 году, 2 в 2010.